# Kissing
Kissing – miejscowość i gmina w Niemczech, w kraju związkowym Bawaria, w rejencji Szwabia, w regionie Augsburg, w powiecie Aichach-Friedberg. Leży około 21 km na południowy zachód od Aichach, nad rzeką Paar.

## Polityka
Wójtem gminy jest Manfred Wolf z SPD, rada gminy składa się z 24 osób.
|      | CSU | SPD | FWG | Zieloni | Razem |
| 2008 | 8   | 11  | 3   | 2       | 24    |
| 2002 | 10  | 11  | 2   | 1       | 24    |